# Dick Poole
Dick Poole (Surry Hills, Australia; 27 de noviembre de 1930-13 de junio de 2025) fue un jugador y entrenador de rugby australiano que jugó en las posiciones de centro, wing y five-eight.

## Carrera

### Club
| Periodo | Equipo          | Partidos | Tries | Goles | Goles de Campo | Puntos |
| ------- | --------------- | -------- | ----- | ----- | -------------- | ------ |
| 1950–58 | Newtown Jets    | 133      | 51    | 0     | 0              | 153    |
| 1959–60 | Western Suburbs | 31       | 8     | 0     | 0              | 24     |

### Selección nacional
Jugó para Australia en 13 ocasiones de 1955 a 1957 con la que anotó cinco tries y consiguió 15 puntos; donde participó en el Kangaroo Tour de 1957 y en la Copa Mundial de Rugby League de 1957 donde salió campeón. Al momento de su muerte era el seleccionado nacional más viejo con vida.

### Entrenador
| Periodo | Equipo       | Partidos | Ganados | Empatados | Perdidos |
| ------- | ------------ | -------- | ------- | --------- | -------- |
| 1955–58 | Newtown Jets | 76       | 45      | 0         | 31       |
| 1957    | Australia    | 3        | 3       | 0         | 0        |
| 1966–68 | Newtown Jets | 67       | 21      | 4         | 42       |